# Distrito de Shahjahanpur
Shahjahanpur (en hindi; शाहजहांपुर जिला) es un distrito de India en el estado de Uttar Pradesh. Código ISO: IN.UP.SJ.
Comprende una superficie de 4 575 km².
El centro administrativo es la ciudad de Shahjahanpur.

## Demografía
Según censo 2011 contaba con una población total de 3 002 376 habitantes.